# 라쿤 (프로게이머)
라쿤(본명: 박성호, 1999년 11월 15일 ~ )은 대한민국의 리그 오브 레전드 프로게이머로 포지션은 정글라이너이다. 아이디는 Racoon을 사용한다.

## 선수 생활
2016년 12월, CJ 엔투스에서 프로 커리어를 시작했다. CJ에서 라쿤은 팀의 주전으로 활약했다. 서머 시즌 팀의 챌린저스 우승에 기여했다.
2018년 12월 12일, 위너스에 입단했다. 하지만 개인 사정으로 위너스에서 하루만에 퇴단했다.
2019년 6월, 팀 ESC에 입단했다. 2019시즌 종료 이후 팀에서 퇴단했다.

## 소속팀
| # | 팀명      | 소속 기간             | 소속 리그 | 비고 |
| - | --------- | --------------------- | --------- | ---- |
| 1 | CJ 엔투스 | 2016.12.12~2017.11.13 | CK        |      |
| 2 | 위너스    | 2018.12.12~2018.12.13 | CK        |      |
| 3 | 팀 ESC    | 2019.06.05~2019.12.17 | CK        |      |

## 수상 내역
- 리그 오브 레전드 챌린저스 코리아 서머 2017 우승